# Leuchtturm Czołpino
Der Leuchtturm Czołpino dt. Scholpin befindet sich an der Ostsee in Hinterpommern. Er liegt heute in der polnischen Woiwodschaft Pommern und gehört zur Landgemeinde Smołdzino, Kreis Słupsk. Er befindet sich im Slowinzischen Nationalpark zwischen Łeba und Rowy und wurde zwischen dem Garder- und Lebasee, etwa 1 km vom Strand entfernt, auf einer hohen Düne errichtet.
Er befindet sich zwischen dem  Leuchtturm Ustka (Stolpmünde) im Westen und dem Leuchtturm Stilo (Stilo) im Osten.

## Der Leuchtturm
Inmitten des Nationalparks, nahe der Ortschaft Czołpino, befindet sich der Leuchtturm dessen Optik zu den größten an der Ostseeküste gehört. In einer 2,75 m hohen Fresnellinse mit 1,8 m Durchmesser befindet sich eine 1000 Watt-Glühlampe. 1872 wurde beschlossen, einen Leuchtturm auf der Grundlage eines Entwurfs von Ing. E. Kummer zu errichten.
Aufgrund des schwierigen Geländes wurde das Baumaterial auf dem Seeweg an einen speziell gebauten Steg geliefert. Er wurde auch mit einem Pferdewagen zur Baustelle gebracht.
Der Turm hat einen Durchmesser von 7 Metern am Fuß und eine Höhe von 25,2 Metern. Als Baumaterial wurden rote Vormauerziegel verwendet. Die Inbetriebnahme erfolgte am 15. Januar 1875, drei Jahre nach Baubeginn. Als Lichtquelle diente eine Öllampe. In den 1920er Jahren wurde das Licht elektrifiziert und die heute noch verwendete Optik, 1926 in Frankreich hergestellt, eingebaut, eine kathodoptrische Trommellinse, bestehend au 43 geschliffenen Prismenringen mit einer 1000 Watt Halogenlampe.
Unterhalb der Düne entstanden in Radtke (poln. Radek) vor 1880 das Dünenwärter- und das Leuchtturmwärterhaus. Das erstere existiert nicht mehr aber das Leuchtturmwärterhaus ist noch gut erhalten. Vom steilen Abgang zum Strand westlich ca. 1 km befindet sich die ehemalige Rettungsstation der Deutschen Gesellschaft zur Rettung Schiffbrüchiger.

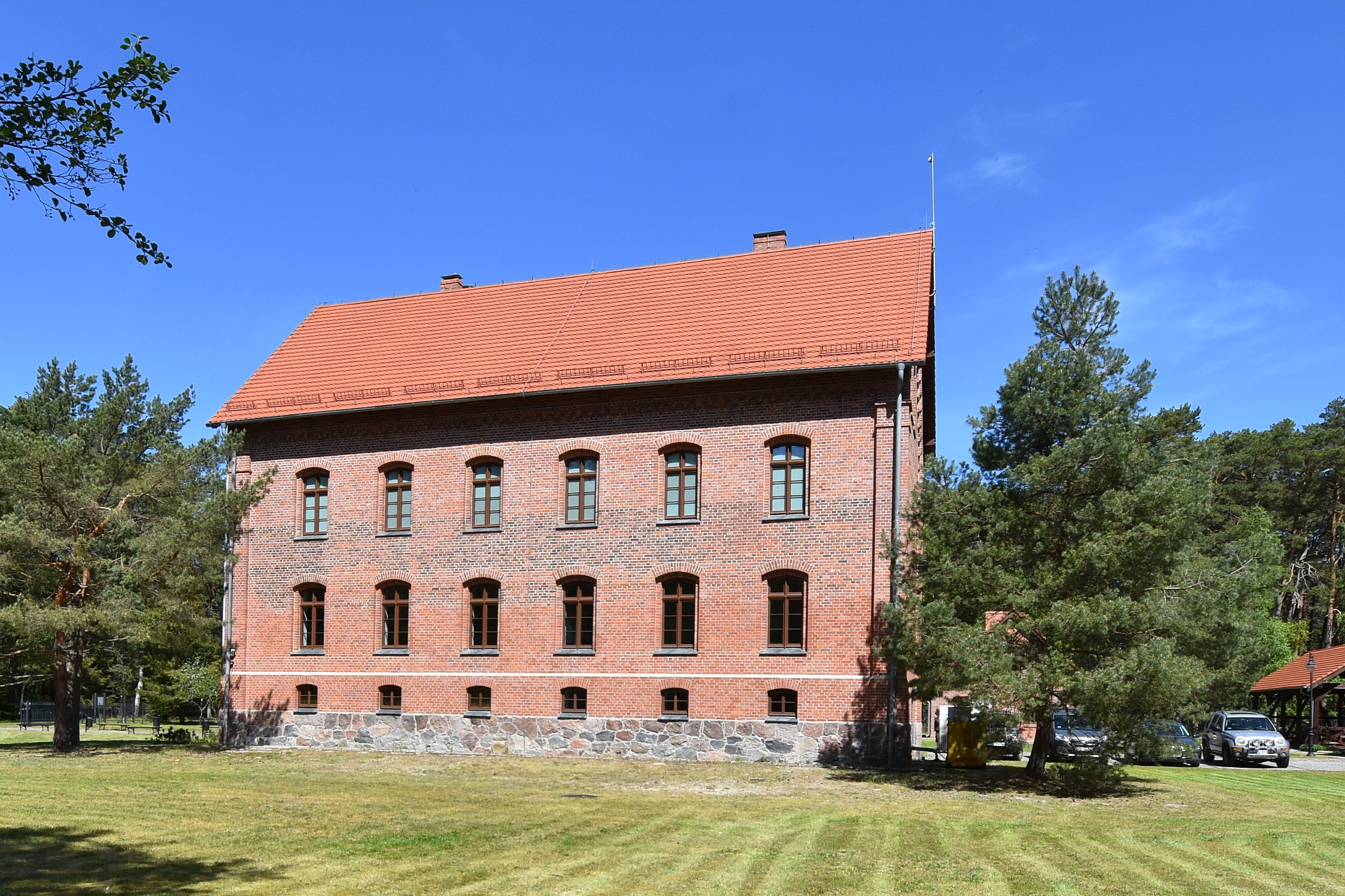
Ehemaliges Leuchtturmwärterhaus, 2023

Nach dem Kriegsende wurde das gesamte Gelände als militärisches Gelände gesperrt. Erst in den Jahren 1993 – 1994 erfolgten durch das Seeamt in Zusammenarbeit mit dem Zentralen Schifffahrtsmuseum in Gdansk umfangreiche Renovierungs- und Wartungsarbeiten. Der Leuchtturm wurde mit Zustimmung der Nationalpark-Verwaltung über markierte Wege für Besichtigungen zugänglich gemacht.
Von der Aussichtsplattform bietet sich Besuchern nicht nur ein Panoramablick auf die Ostsee und die beiden Küstenseen Jezioro Łebsko und Gardno, sondern auch auf ein anderes einzigartiges Naturphänomen. Nur einen Steinwurf entfernt eröffnet sich der Blick auf Europas größte Wanderdünen, die sich über die Nehrung zwischen Ostsee und Łebasee bis zum Ort selbst hinziehen.
Seit dem 1. April 2020 ist für den Betrieb das Seeamt in Gdynia zuständig, zuvor war es das Seeamt in Słupsk (poln. Urząd Morski w Słupsku).

## Sonstiges
Das Gebäude der ehemaligen Seenotrettungsstation wurde dank der Bemühungen der Deutschen Gesellschaft zur Rettung Schiffbrüchiger (DGzRS) in Strandnähe auf Position 54° 43′ 12,5″ N, 17° 13′ 10,1″ O errichtet, umgangssprachlich wurden die Stationsgebäude „rote Schuppen“ genannt, weil sie größtenteils aus rotem Backstein errichtet wurden. Entlang der Küste gab es etwa 30 solcher Stationen.
Derzeit befindet sich im Gebäude eine Bar.

## Philatelistische Würdigung
Im Jahr 2013 gab die polnische Post den dritten Briefmarkenblock einer neuen Serie mit Leuchttürmen der polnischen Küste heraus. Eine der vier Briefmarken zeigt den Leuchtturm Czołpino, Wert 3,75 zł.